# Camembert
Camembert ou camember é uma variedade de queijo de pasta mole, originária da região da Normandia, no Noroeste da França. Tem alguma semelhança com o queijo Brie, do qual deriva.

## História
Afirma-se que, à época da Revolução Francesa, um certo dia, a família de Marie Harel, que habitava na Normandia, deu abrigo a um padre que estava sendo perseguido. Esse religioso vinha da região de Brie e, como forma de agradecimento aos seus anfitriões pela acolhida e proteção, transmitiu-lhes todo o seu conhecimento sobre a fabricação de queijos.
Surgiu, dessa forma, através de uma adaptação da técnica da fabricação do brie, uma nova variedade de queijo, feita da massa mole que não era cozida e nem espremida. Essa nova variedade era mais macia, com um aroma mais delicado e um sabor agradável, levemente terroso.
Com a inauguração da estrada de ferro para Paris, em 1855, essa variedade de queijo ultrapassou as fronteiras da Normandia, alcançando a mesa das monarquias europeias e, delas, a de consumidores de todo o mundo.
Outras histórias retratam o queijo camembert como personagem direto na Revolução Francesa, posto que os fabricantes, geralmente nobres, foram perseguidos e os jacobinos tratavam o queijo como uma iguaria clandestina. A fabricação, então, foi reduzida a poucos pontos da região de Brie, aumentando sua fama e requintando seu sabor.[carece de fontes?]

## Descrição
Queijo de pasta mole, produzido com leite de vaca, apresenta-se com uma fina crosta de bolor Penicillium branco, que se torna impregnada de pigmentos vermelhos, castanhos e amarelos à medida que matura.
O queijo jovem, com cerca de 30 dias de fabricação, apresenta um sabor suave, ligeiramente acidulado, com um "coração" (centro da massa) de textura pouco firme, que se modifica à medida que se aproxima da crosta.
Passados cerca de 45 dias de fabricado, o queijo alcança uma maturidade e uma personalidade, com sabor e aroma mais pronunciados, adquirindo uma textura fina e fundente.

## Forma de degustação
Para a adequada degustação deste queijo, deve-se retirá-lo da geladeira com antecedência de uma hora. Adquirida a temperatura ambiente, deve ser cortado ao meio e, em seguida, ser fatiado, sempre do centro para a extremidade. Obtém-se, deste modo, um equilíbrio ideal entre crosta e massa em cada fatia.
Para acompanhá-lo, sugerem-se vinhos tintos leves, pouco tânicos (exemplo: Côte du Rhône), ou mais frutados (exemplos: Bordeaux ou Beaujolais).